# Kieran Gibbs
Kieran James Ricardo Gibbs (ur. 26 września 1989 w Londynie) – angielski piłkarz, który występował na pozycji obrońcy. W latach 2010–2015 reprezentant Anglii. Wychowanek i wieloletni gracz angielskiego Arsenalu.

## Kariera
W 2008 został wypożyczony do Norwich City, dla którego rozegrał 7 ligowych meczów. W Premier League zadebiutował 8 lutego 2009 roku w zremisowanym 0:0 pojedynku z Tottenhamem Hotspur. W marcu 2009 roku został na stałe włączony do kadry pierwszego zespołu.
Gibbs wystąpił także w 8 spotkaniach reprezentacji Anglii U-19, 1 U-20 i 14 reprezentacji Anglii U-21. 11 sierpnia 2010 zadebiutował w dorosłej reprezentacji w towarzyskim meczu z Węgrami wchodząc z ławki rezerwowych za Ashleya Cole'a.
30 sierpnia 2017 roku podpisał czteroletni kontrakt z West Bromwich Albion. Po 4 latach w klubie przeniósł się do amerykańskiego Inter Miami.
23 lutego 2023 roku zakończył piłkarską karierę.

## Sukcesy

### Arsenal
- Puchar Anglii: 2013/14, 2014/15, 2016/17
- Tarcza Wspólnoty: 2014, 2015, 2017

### Anglia
- Wicemistrzostwo Europy do lat 21: 2009